# Alain Guérin
Pour les articles homonymes, voir Guérin.
Alain Guérin, né le 9 mars 1932 à Mussidan en Dordogne et mort le 19 janvier 2017 à Saint-Denis,, est un journaliste d'investigation et poète français.

## Biographie
Après avoir intégré en 1949 la rédaction du quotidien Ce soir dirigé par Louis Aragon, Alain Guérin devient journaliste à L'Humanité à partir de 1953. Il y a collaboré notamment à la rubrique judiciaire.
Il a publié plusieurs ouvrages consacrés à l'espionnage et à la Résistance. Il est considéré comme l'un des principaux experts des services secrets, au point, comme le rappelle Gilles Perrault, qu’« une plaisanterie circulait dans les milieux spécialisés : il existe trois grands services de renseignement au monde : le KGB, la CIA et Alain Guérin ».
Il a fait paraître, en outre, plusieurs recueils de poésie. 
Il a obtenu en 2003 le prix Paul-Verlaine de l'Académie française.

## Publications
- Suzanne, Pierre Seghers, 1950
- Camarade Sorge (avec Nicole Chatel), postface d'Yves Ciampi, Julliard, 1965
- Un bon départ, Christian Bourgois, 1967
- Le général gris. Comment le général Gehlen peut-il diriger depuis 26 ans l'espionnage allemand ?, Julliard, 1968
- Qu'est-ce que la C.I.A. ?, Éditions sociales, 1968
- Les Commandos de la Guerre froide, Julliard, 1969
- Compléments au portrait d'Anita G., Christian Bourgois, 1970
- La Résistance. Chronique illustrée 1930-1950, six volumes, Livre Club Diderot, 1972-1976
- Les Gens de la C.I.A. (avec Jacques Varin), Éditions sociales, 1981 (Lire quelques pages sur Gallica)
- Le diable est-il bulgare ? Enquête et réflexion sur la fameuse filière, Sofia Press, 1985.
- Chronique de la Résistance, Omnibus, 2000 ; nouvelle édition, préface de Marie-Madeleine Fourcade et de Henri Rol-Tanguy, 2010
- Cosmos Brasero, Le Temps des Cerises, 2002  prix Paul-Verlaine 2003 de l'Académie française
- Les Dits du meunier, Le Temps des Cerises, 2006
- Cent poèmes de la Résistance, Omnibus, 2008
- L'Ange et l'espion, Fables illustrées par Georges Wolinski, Le Temps des Cerises, 2009
- Ne quittez pas, je raccroche, préface de Gilles Perrault, Le Temps des Cerises, 2019